# وفاة لين ماري ميسر
لين ماري ميسر (ولدت في الرابع من يوليو 1962 وتوفيت في الثامن من يوليو 2014) كانت امرأة أمريكية شوهدت على قيد الحياة لآخر مرة في الساعات الأولى من الثامن من يوليو 2014 في مدينة بلومز ديل بولاية ميزوري في البيت الريفي الذي تشاركته مع زوجها. قام الإعلام بتغطية خبر اختفائها على مستوى الدولة. في الأول من نوفمبر 2016، وجدوا رفاتها على أطراف المزرعة التي عاشت فيها.